# Foster Gillett
Foster Gillett (Estados Unidos, 1977) es un empresario estadounidense, con fuerte participación en el sector deportivo.

## Biografía
Gillett es hijo de George Nield Gillett Jr, un empresario estadounidense que desarrolló negocios principalmente vinculados al deporte, como en los Miami Dolphins y en los Harlem Globetrotters. 
En 2007, George y el empresario Tom Hicks compraron al Liverpool Football Club por 500 millones de libras esterlinas. Foster integró la junta directiva que se encargó del Liverpool hasta 2010, cuando se vendió a New England Sports Ventures, tras dejar a la institución en una mala situación financiera.
En 2020 intentó adquirir sin éxito el paquete accionista mayoritario del equipo escocés Heart of Midlothian Football Club. En 2022 estuvo muy cerca de comprar al equipo francés Olympique de Lyon. Retornó al negocio del fútbol a fines de 2024 al adquirir al recientemente descendido Rampla Juniors Fútbol Club de Uruguay, convirtiéndolo en una sociedad anónima deportiva.Ese mismo año, comenzó negociaciones para invertir 150 millones de dólares en el Club Estudiantes de La Plata de Argentina.Bajo un acuerdo explicado por el presidente del club, el 80 % de los activos relacionados con el fútbol quedarían en manos del grupo Gillett, mientras que las demás disciplinas deportivas de Estudiantes seguirían siendo propiedad del club.
En enero de 2025, aportó con dinero para pagar las cláusulas de recisión de los futbolistas Valentín Gómez y Rodrigo Villagra; sin embargo, ambos fichajes se cayeron por falta de fondos.